# Abraham Poblete Poblete

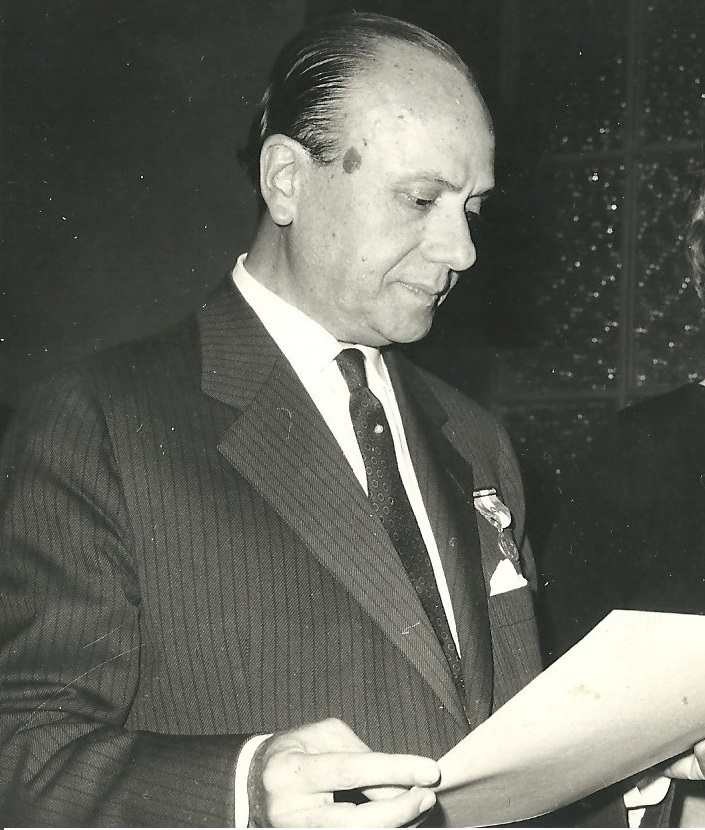
Abraham Poblete, exministro de la Corte de Apelaciones. Santiago de Chile, 1960.

Abraham Poblete Poblete (Iquique, 20 de junio de 1907 - 1982) fue un abogado y juez chileno. Realizó sus estudios en el Liceo de Iquique, Instituto Nacional y Universidad de Chile. Juró como abogado el 12 de marzo de 1930. Se desempeñó como ministro de la Corte de Apelaciones de Santiago entre 1961 y 1970. Se jubiló por salud irrecuperable. Casado con  Ana del Rosario Rivas Delgado, tuvo dos hijos. Recibió la medalla al mejor juez de Santiago en 1960 dada por la Sociedad de Instrucción Primaria (SIP), con consulta al Colegio de Abogados de Chile.